# Hernandia drakeana
Espèce
Statut de conservation UICN

EX : Éteint
Hernandia drakeana est une espèce éteinte de plantes à fleurs de la famille des Hernandiaceae. Elle était endémique de Polynésie française.